# Talsperre Dasu
Die Talsperre Dasu ist eine im Bau befindliche Talsperre mit Wasserkraftwerk im Verwaltungsdistrikt Kohistan, Provinz Khyber Pakhtunkhwa, Pakistan. Sie wird den Indus zu einem Stausee aufstauen. Die Talsperre liegt etwa 8 km flussaufwärts der Kleinstadt Dasu und 350 km nordwestlich von Islamabad. Die Tarbela-Talsperre befindet sich 240 km flussabwärts.
Der erste Spatenstich für das Projekt erfolgte am 25. Juni 2014 durch den damaligen Premierminister Nawaz Sharif. Die Talsperre sollte 2024 fertiggestellt werden. Mit einer Inbetriebnahme wird nunmehr 2027 gerechnet. Sie ist im Besitz der Water and Power Development Authority (WAPDA) und wird auch von WAPDA betrieben.
Die Talsperre und das Kraftwerk sollen in vier Abschnitten errichtet werden. Zunächst soll in einem ersten Schritt die Talsperre und das Kraftwerk errichtet werden sowie 3 Maschinen mit jeweils 360 MW Leistung installiert werden. Mit jedem weiteren Abschnitt sollen dann 3 weitere Maschinen hinzugefügt werden.

## Absperrbauwerk
Das Absperrbauwerk ist eine Gewichtsstaumauer aus Walzbeton mit einer Höhe von 242 m über der Gründungssohle. Die Mauerkrone liegt auf einer Höhe von 957 m über dem Meeresspiegel. Die Länge der Mauerkrone beträgt 570 m.
Die Staumauer verfügt sowohl über einen Grundablass als auch über eine Hochwasserentlastung. Über den Grundablass können maximal 2120 m³/s abgeführt werden, über die Hochwasserentlastung maximal 45.000 m³/s. Das Bemessungshochwasser liegt bei 52.000 m³/s.

## Stausee
Beim maximalen Stauziel von 950 m wird der Stausee 1,41 Mrd. m³ Wasser fassen und sich über eine Länge von 74 km erstrecken.

## Kraftwerk
Die installierte Leistung des Kraftwerks soll im Endausbau 4320 MW betragen (12 Maschinen von jeweils 360 MW Leistung). Die durchschnittliche Jahreserzeugung soll dann bei 21,485 Mrd. kWh liegen. Die Maschinen des Kraftwerks sollen in 4 Abschnitten in Betrieb genommen werden (3 Maschinen pro Abschnitt); nach Abschluss von Abschnitt 1 wird die Jahreserzeugung mit 3 Maschinen bei 8 Mrd. kWh liegen, nach Abschnitt 2 mit 6 Maschinen bei 12,225 Mrd. kWh.

## Sonstiges
Die Gesamtkosten für die Errichtung der Talsperre und des Kraftwerks (Abschnitt 1) werden mit 4,25 Mrd. USD angegeben, davon 3,65 Mrd. USD für Abschnitt 1 und 600 Mio. USD für Abschnitt 2.